# Lijst van Nederlandse Europarlementariërs 1994-1999
Lijst van Nederlandse Europarlementariërs 1994-1999 bevat een overzicht van de in Nederland gekozen leden van het Europees Parlement in de zittingsperiode 1994-1999 op grond van de Europese Parlementsverkiezingen van 9 juni 1994.
De zittingsperiode ging in op 19 juli 1994 en eindigde op 19 juli 1999. Nederland had in deze zittingsperiode recht op 31 zetels (op een totaal aantal van 567).
| Naam                   | Nederlandse partij                      | Fractie                                                 | Begindatum       | Einddatum        | refs   |
| ---------------------- | --------------------------------------- | ------------------------------------------------------- | ---------------- | ---------------- | ------ |
| Hedy d'Ancona          | Partij van de Arbeid                    | Partij van de Europese Sociaaldemocraten                | 19 juli 1994     | 19 juli 1999     | [ 1 ]  |
| Jan-Willem Bertens     | Democraten 66                           | Europese Liberale en Democratische Partij               | 19 juli 1994     | 19 juli 1999     | [ 2 ]  |
| Leonie van Bladel      | Partij van de Arbeid                    | Partij van de Europese Sociaaldemocraten                | 19 juli 1994     | 19 juli 1999     | [ 3 ]  |
| Hans Blokland          | SGP/RPF/GPV                             | Europa van Nationale Staten                             | 19 juli 1994     | 19 juli 1999     | [ 4 ]  |
| Hans Blokland          | SGP/RPF/GPV                             | niet-fractiegebonden leden                              | 19 juli 1994     | 19 juli 1999     | [ 4 ]  |
| Hans Blokland          | SGP/RPF/GPV                             | Onafhankelijken voor het Europa van de Nationale Staten | 19 juli 1994     | 19 juli 1999     | [ 4 ]  |
| Johanna Boogerd-Quaak  | Democraten 66                           | Europese Liberale en Democratische Partij               | 19 juli 1994     | 19 juli 1999     | [ 5 ]  |
| Laurens Jan Brinkhorst | Democraten 66                           | Europese Liberale en Democratische Partij               | 19 juli 1994     | 14 juni 1999     | [ 6 ]  |
| Frits Castricum        | Partij van de Arbeid                    | Partij van de Europese Sociaaldemocraten                | 19 juli 1994     | 19 juli 1999     | [ 7 ]  |
| Pam Cornelissen        | Christen-Democratisch Appèl             | Europese Volkspartij                                    | 19 juli 1994     | 19 juli 1999     | [ 8 ]  |
| Rijk van Dam           | SGP/RPF/GPV                             | Onafhankelijken voor het Europa van de Nationale Staten | 2 september 1997 | 19 juli 1999     | [ 9 ]  |
| Piet Dankert           | Partij van de Arbeid                    | Partij van de Europese Sociaaldemocraten                | 19 juli 1994     | 19 juli 1999     | [ 10 ] |
| Nel van Dijk           | GroenLinks                              | De Groenen in het Europees Parlement                    | 19 juli 1994     | 31 augustus 1998 | [ 11 ] |
| Doeke Eisma            | Democraten 66                           | Europese Liberale en Democratische Partij               | 19 juli 1994     | 19 juli 1999     | [ 12 ] |
| Robert Goedbloed       | Volkspartij voor Vrijheid en Democratie | Europese Liberale en Democratische Partij               | 1 september 1998 | 19 juli 1999     | [ 13 ] |
| Jim Janssen van Raaij  | Christen-Democratisch Appèl             | Europese Volkspartij                                    | 19 juli 1994     | 19 juli 1999     | [ 14 ] |
| Joost Lagendijk        | GroenLinks                              | De Groenen in het Europees Parlement                    | 1 september 1998 | 19 juli 1999     | [ 15 ] |
| Jessica Larive         | Volkspartij voor Vrijheid en Democratie | Europese Liberale en Democratische Partij               | 19 juli 1994     | 19 juli 1999     | [ 16 ] |
| Hanja Maij-Weggen      | Christen-Democratisch Appèl             | Europese Volkspartij                                    | 19 juli 1994     | 19 juli 1999     | [ 17 ] |
| Alman Metten           | Partij van de Arbeid                    | Partij van de Europese Sociaaldemocraten                | 19 juli 1994     | 19 juli 1999     | [ 18 ] |
| Jan Mulder             | Volkspartij voor Vrijheid en Democratie | Europese Liberale en Democratische Partij               | 19 juli 1994     | 19 juli 1999     | [ 19 ] |
| Ria Oomen              | Christen-Democratisch Appèl             | Europese Volkspartij                                    | 19 juli 1994     | 19 juli 1999     | [ 20 ] |
| Arie Oostlander        | Christen-Democratisch Appèl             | Europese Volkspartij                                    | 19 juli 1994     | 19 juli 1999     | [ 21 ] |
| Karla Peijs            | Christen-Democratisch Appèl             | Europese Volkspartij                                    | 19 juli 1994     | 19 juli 1999     | [ 22 ] |
| Peter Pex              | Christen-Democratisch Appèl             | Europese Volkspartij                                    | 19 juli 1994     | 19 juli 1999     | [ 23 ] |
| Elly Plooij-van Gorsel | Volkspartij voor Vrijheid en Democratie | Europese Liberale en Democratische Partij               | 19 juli 1994     | 19 juli 1999     | [ 24 ] |
| Bartho Pronk           | Christen-Democratisch Appèl             | Europese Volkspartij                                    | 19 juli 1994     | 19 juli 1999     | [ 25 ] |
| Maartje van Putten     | Partij van de Arbeid                    | Partij van de Europese Sociaaldemocraten                | 19 juli 1994     | 19 juli 1999     | [ 26 ] |
| Jan Sonneveld          | Christen-Democratisch Appèl             | Europese Volkspartij                                    | 19 juli 1994     | 19 juli 1999     | [ 27 ] |
| Wim G. van Velzen      | Christen-Democratisch Appèl             | Europese Volkspartij                                    | 19 juli 1994     | 19 juli 1999     | [ 28 ] |
| Wim J. van Velzen      | Partij van de Arbeid                    | Partij van de Europese Sociaaldemocraten                | 19 juli 1994     | 19 juli 1999     | [ 29 ] |
| Gijs de Vries          | Volkspartij voor Vrijheid en Democratie | Europese Liberale en Democratische Partij               | 19 juli 1994     | 2 augustus 1998  | [ 30 ] |
| Leen van der Waal      | SGP/RPF/GPV                             | Europa van Nationale Staten                             | 19 juli 1994     | 1 september 1997 | [ 31 ] |
| Leen van der Waal      | SGP/RPF/GPV                             | niet-fractiegebonden leden                              | 19 juli 1994     | 1 september 1997 | [ 31 ] |
| Leen van der Waal      | SGP/RPF/GPV                             | Onafhankelijken voor het Europa van de Nationale Staten | 19 juli 1994     | 1 september 1997 | [ 31 ] |
| Jan-Kees Wiebenga      | Volkspartij voor Vrijheid en Democratie | Europese Liberale en Democratische Partij               | 19 juli 1994     | 19 juli 1999     | [ 32 ] |
| Jan Wiersma            | Partij van de Arbeid                    | Partij van de Europese Sociaaldemocraten                | 19 juli 1994     | 19 juli 1999     | [ 33 ] |
| Florus Wijsenbeek      | Volkspartij voor Vrijheid en Democratie | Europese Liberale en Democratische Partij               | 19 juli 1994     | 19 juli 1999     | [ 34 ] |

1952-1958 (EGKS) · 
1958-1979 · 
1979-1984 · 
1984-1989 · 
1989-1994 · 
1994-1999 · 
1999-2004 · 
2004-2009 · 
2009-2014 · 
2014-2019 · 
2019-2024 · 
2024-2029